# 蓬特韋德拉足球會
蓬特韋德拉足球會(Pontevedra Club de Fútbol, S.A.D.)是一支位於西班牙加利西亞蓬特韋德拉的職業足球會，目前於西班牙皇家足協甲組聯賽角逐。

## 外部連結
- Official website （页面存档备份，存于） （西班牙文）
- Futbolme team profile （页面存档备份，存于） （西班牙文）
- Unofficial site （西班牙文）
- Furya Granate, ultras blog （页面存档备份，存于） （西班牙文）
- Furya Granate website （西班牙文）